# Пори скла й заліза
«Пори скла й заліза» (англ. Seasons of Glass and Iron) — фентезійне оповідання 2016 року канадської письменниці Амаль Ель-Мохтар. Вперше опубліковане в збірці творів «Зоряна деревина: нові казки» (англ. The Starlit Wood: New Fairy Tales). Твір виграв премію «Неб'юла» в 2016 році, і премії «Г'юґо» і «Локус» у 2017 році.
Авторку надихнуло написати оповідання прохання її семирічної племінниці розповісти казку, але всі історії, які приходили їй на думку, включали «жінку, яку рятує чоловік, чи яку мучать інші жінки».

## Сюжет
Оповідь почергово ведеться з точки зору двох жінок, Табіти і Аміри. Табіта ходить світом, зношуючи сім пар залізних черевиків, щоб звільнити свого чоловіка від чарів, Аміра ж сидить на вершині скляної гори, очікуючи чоловіка, який би зібрався нагору і взяв з нею шлюб. Одного дня Табіта вилазить на гору, думаючи, що чарівні черевики будуть швидше зношуватись на чарівному склі. Героїні знайомляться, та, хоч спочатку і неохоче, але з часом розповідають одна одній, як опинились у своїх ситуаціях.
Аміра розповідає про заможного короля, донька якого була настільки вродлива, що чоловіки постійно торкалися її в коридорах чи заходили за нею в її кімнати. Король вирішив, що єдиний спосіб зняти чари з них, це видати доньку в шлюб. Але вона не хотіла в шлюб і запропонувала, щоб її посадили на неприступну скляну гору, і тільки чоловік, який забереться на гору в броні та на коні, зможе одружитися з нею. Так і було зроблено за її бажанням.
Табіта розповідає, що закохалась і одружилася з ведмедем, який вночі міг перетворюватись на чоловіка. Спочатку він був чутливим і добрим до неї, але з часом став злим і заздрісним, почав бити і ранити її, звинувачуючи, що вона хоче бути з ведмедем, який може бути чоловіком і вдень, і вночі. Раз, з поради матері, Табіта спробувала спалити ведмежу шкуру, думаючи, що це зніме прокляття і зробить його чоловіком і вдень, і вночі. Але шкіра не згоріла, а ведмідь лише більше розлютився. Він кинув їй мішок залізних черевиків і сказав, що єдиний спосіб зняти прокляття, це носити його ведмежу шкуру і зносити сім пар черевиків — по парі за кожен рік їхнього шлюбу.
Обидві героїні сильно критикують історії одна одної. Табіта каже, що навіть якби Аміра не була такою вродливою, чоловіки не перестали б поводитись непристойно. Аміра відповідає, що жорстокість чоловіка Табіти не має ніякого відношення до його прокляття, зрештою, він завдавав їй болю і в чоловічій, і у ведмежій формі. Наприкінці твору Табіта переконує Аміру покинути гору, в обмін на те, що Табіта залишить залізні черевики і ведмежу шкуру. Аміра встає зі свого місця, і вся гора миттю перетворюється на пісок, і жінки вирушають у власну подорож.

## Відгуки
Тижневик «Publishers Weekly» назвав історію відмінною, зазначивши, що вона досліджує можливість переписати жіночу дружбу чи, хоча б, викрити мізогінні ідеології. Веб журнал «Tor.com» відзначив, що оповідання випробовує логіку власного мучеництва Табіти і Аміри та стимулює самоаналіз.

## Нагороди
| Нагорода                                        | Рік  | Результат      |
| ----------------------------------------------- | ---- | -------------- |
| Премія «Неб'юла» за найкраще оповідання         | 2016 | Перемога       |
| Премія «Г'юґо» за найкраще оповідання           | 2017 | Перемога       |
| Премія «Локус» за найкраще оповідання           | 2017 | Перемога       |
| Меморіальна премія імені Теодора Стерджона      | 2017 | У шорт-листі   |
| Премія «Аврора»                                 | 2017 | У шорт-листі   |
| Всесвітня премія фентезі за найкраще оповідання | 2017 | У шорт-листі!! |